# L'Eunuc
L'eunuc és una comèdia de Terenci que fou estrenada en els Jocs Megalesos de l'any 161 aC. Terenci havia pres com a base la comèdia homònima (Eὐνοῦχος) de Menandre, però n'enriquí el contingut introduint-hi els personatges del paràsit i del soldat fanfarró. L'acció d'aquesta obra es desenvolupa a Atenes.

## Argument
L'eunuc és una obra que consta de cinc actes i d'un pròleg, personificat en un home jove. L'exposició de l'argument no forma part del pròleg, sinó que es trasllada al començament de l'obra.
El conflicte dramàtic es desplega en el primer acte: un amic de la mare de la cortesana, Tais, li fa present d'una noieta, Pàmfila, que després resulta ser una ciutadana d'Atenes. La mare de Tais la puja com si es tractés d'una filla seva, fins al punt que tothom la considera germana de Tais; però la mare mor i el fill la ven a Tasó, un soldat fanfarró que ronda Tais. Després de demanar-li-ho molt, la cortesana aconseguirà que la hi torni, a canvi de passar tres dies sencers amb el soldat; això ofèn Fèdria, el seu amor de debò, que s'avé a passar tres dies al camp, mogut pels consells del seu esclau Parmenó. En els tres actes següents es desplega tota l'obra.
En el segon acte es presenta Gnató, el paràsit golafre. Fèdria se n'ha anat al camp, però abans encomana a l'esclau de portar com a present a Tais un esclau xaruc, acabat de comprar, que és eunuc. Gnató entra a casa de la cortesana per restituir-li Pàmfila. Quèrea, germà de Fèdria, veu passar la noieta i queda embadalit de tanta bellesa. Sol·licita l'ajut de l'esclau Parmenó, que li suggereix de fer un canvi de vestimenta i de fer-se passar per l'eunuc.
En el tercer acte, Gnató fa saber al soldat que Tais ja ha rebut Pàmfila i li proposa que faci engelosir la cortesana fent veure que se sent follament enamorat de Pàmfila. Tais entra els presents a casa i se'n va a sopar amb el soldat. Surt Cremes, el germà suposat i real de Pàmfila, que, pel que diu, tem que Tais se'l vulgui fer seu i no se'n refia; per això, la minyona de Tais, Pítias, va fer enviar una altra serventa perquè vagi a trobar la cortesana.
En el quart acte surt Antifó, personatge afegit per Terenci i que només apareix en una escena. Quèrea ha quedat amb uns amics per anar a fer un sopar plegats, pagant cadascú la seva part, però, com que Quèrea, encarregat de disposar-ho tot, no s'hi presenta, els amics acorden d'enviar Antifó per veure si el pot trobar. Mentre busca i s'espera, surt Quèrea, emocionat i delerós d'explicar l'aventura sexual amb la noia, una violació de la qual Terenci no dona cap mena de detall. El soldat es mostra profundament irritat perquè pren Cremes per un amant de la cortesana.
Surt Pítias, esgarrifada de l'acció que s'ha comès a casa de Tais, i ho explica a Fèdria, que fa venir l'eunuc veritable. Pítias li assegura que aquell no és l'eunuc que Parmenó els ha enviat. L'eunuc confirma que hi ha hagut un intercanvi de vestits i que és Quèrea qui l'ha substituït.
Torna Cremes i, una mica després, Tais, que insisteix que no es deixi prendre la germana, perquè Trasó té intenció de recuperar-la. La comicitat arriba quan Trasó, acompanyat de la gent que ha recollit a casa seva, prepara militarment l'assalt de la casa de Tais, amb el cuiner que va amb la baieta al braç, un esclau amb un alçaprem i altres esclaus morts de por.
El desenllaç final arriba en l'acte cinquè, però ja s'ha insinuat durant tota la comèdia. El pare de Quèrea torna del camp i, assabentat de l'acte comès pel seu fill i que estan a punt de castrar-lo, tal com preveu la llei amb els adúlters, s'entendreix i consent el casament. Tais podrà estar per sempre més al costat de Fèdria i posa com a clienta sota el patronatge de Cremes i del vell. Es consent un raconet a casa de Tais per al soldat fanfarró, perquè pugui pagar totes les despeses de la cortesana i un per a Gnató, que podrà atipar-se a costa de Trasó.

## Personatges
Fèdria: jove, amant de Tais.
Parmenó: esclau de Fèdria.
Tais: cortesana.
Gnató: paràsit de Trasó.
Quèrea: jove, germà de Fèdria, amant de Pàmfila.
Trasó: soldat.
Pitias: criada de Pàmfila.
Cremes: jove, germà de Pàmfila.
Antifó: jove.
Dòrias: criada de Pàmfila.
Dorus: eunuc.
Sanga: esclau de Trasó, cuiner.
Sòfrona: dida de Pàmfila.
El vell: pare de Fèdria i de Quèrea.

## Posteritat
Terenci fou menyspreat pels seus coetanis. El primer judici imparcial sobre Terenci, l'ofereix Afrani, el gran conreador de la fabula togata, successor de Terenci en el teatre.
En canvi, més tard, Varró col·loca a la mateixa alçada Cecili, Terenci i Plaute. Terenci també rebrà els elogis de Ciceró, de Cèsar i d'Horaci. Terenci, a partir del segle i dC, va ser proposat com a autor escolar i passà a ser objecte de comentaris cada cop més nombrosos. Durant l'edat mitjana, la figura de Terenci fruí de les referències de les persones cultes, pel caràcter sentenciós i moral de la seva obra.
La influència de Terenci no sols es concreta com a autor escolar, sinó també en tot un seguit d'adaptacions i imitacions.
Terenci té una gran influència en obres, com per exemple la Celestina, i en autors com Lope de Vega.